# Kørsel i sommerlandet
|  | Denne artikel er oprettet af botten Steenthbot ud fra en ekstern database. Den kan derfor have sproglige fejl eller mangler. Denne skabelon kan fjernes efter kontrol af indholdet. |

Kørsel i sommerlandet er en dansk dokumentarfilm fra 1971 instrueret af Werner Hedman efter eget manuskript.

## Handling
En film i en serie på syv, der hovedsagelig drejer sig om de færdselsregler og faresituationer, der er særlig aktuelle i sommertrafikken. De syv titler er 'Køreklar', 'Ting og Sager', 'Huset bag vognen', 'Kørsel i sommerlandet', 'Parkering i sommerlandet', 'Slip dem ind og ud på motorvejen' og 'På 2 hjul'.
I denne film opfordres billister til at køre forsigtigt på de smalle grusveje med legende børn og være opmærksomme på de fodgængerne, der 'vader' ud på kørebanen i tide og utide. Der frarådes at lave hasarderede overhalinger, smide cigaretter i den knastørre skov og selvfølgelig at køre i beruset tilstand. Bilerne er her og der og alle vegne - også på stranden.